# Кіцок
Кіцок (рум. Chițoc) — село у повіті Васлуй в Румунії. Входить до складу комуни Ліповец.
Село розташоване на відстані 269 км на північний схід від Бухареста, 6 км на південний захід від Васлуя, 62 км на південь від Ясс, 132 км на північ від Галаца.

## Населення
За даними перепису населення 2002 року у селі проживали 1152 особи, з них 1150 осіб (99,8%) румунів. Рідною мовою 1150 осіб (99,8%) назвали румунську.